# Ekkehard Dreetz
Ekkehard Dreetz (* 1954) ist ein deutscher Ingenieur und Hochschullehrer. Er ist Professor für Elektrische Messtechnik, Analyse digitaler Signale, Qualitätssicherung und Qualitätsmanagement in der Elektrotechnik (CAQ) an der Hochschule Hannover.

## Leben
Nach einem Studium der Elektrotechnik (bis 1981) und der Promotion (1989) an der TU Berlin folgten acht Jahre im Qualitätsmanagement in der nachrichtentechnischen Industrie.
Seit 1996 ist Dreetz Professor für Elektrische Messtechnik, insbesondere Anwendung digitaler Verfahren.
Seine Forschungsgebiete sind die Mess- und Überwachungstechnik sowie die Modellgestützte Messtechnik.

## Werke
- Eine Methode zur Bestimmung der Parameter nichtlinearer Systeme im Frequenzbereich. Berlin: Inst. für Allg. Elektrotechnik 1987.
- Zur Anwendung eines modellgestützten Messverfahrens bei der Beurteilung von Universalmotoren. Dissertation TU Berlin 1989.